# E Supremi
E Supremi is een pauselijke encycliek van paus Pius X, die werd gepromulgeerd op 4 oktober 1903. De encycliek was de eerste uitgevaardigd door Pius X. Het behandelt het herstel van alle dingen in Christus. De paus uit zijn gevoel van onwaardigheid en citeert het streven van Anselmus van Canterbury. Hij beschouwde de toenmalige periode als een die geplaagd werd door problemen, en vreesde zelfs het einde der tijden. Hij wilde ingaan op de spirituele behoeften van de tijd, en benadrukte de katholieke standpunten met betrekking tot het huwelijk, educatie, respect voor andermans bezittingen, en het bewaren van orde en recht in de sociale klassen. Hij benadrukte de noodzaak van het opleiden van priesters en het bewaren van de hoogste moraal in seminaries.